# Jason London
Jason Paul London, född 7 november 1972 i San Diego, Kalifornien, är en amerikansk skådespelare.
London har medverkat i TV-serier som Tales from the Crypt, CSI: Crime Scene Investigation, Criminal Minds och NCIS.
Han har en skådespelande tvillingbror, Jeremy London.

## Filmografi (urval)
- 1991 – Sommarmåne
- 1993 – Dazed and Confused
- 1993 - Tales from the Crypt (TV-serie)
- 1993 - I'll Fly Away: Then and Now
- 1995 – High Heels
- 1999 – Carrie 2
- 2000 - The Hound of the Baskervilles
- 2003 - Sjunde himlen (TV-serie)
- 2004 - CSI: Crime Scene Investigation (TV-serie)
- 2006 - Criminal Minds (TV-serie)
- 2007 - Grey's Anatomy (TV-serie)
- 2008 - Ghost Whisperer (TV-serie)
- 2010 - NCIS (TV-serie)